# Jeżów (Wilczyska)
Jeżów – część wsi Wilczyska w Polsce, położona w województwie małopolskim, w powiecie gorlickim, w gminie Bobowa.
W latach 1975–1998 Jeżów należał administracyjnie do województwa nowosądeckiego.

## Położenie
Jeżów jest położony w dolinie Białej Dunajcowej, ok. 3 km na południe od Bobowej. Zabudowania leżą na wysokości 270–300 m n.p.m. na prawym brzegu rzeki, na północny zachód od centrum Wilczysk, przy linii kolejowej Tarnów – Stróże oraz drodze nr 981 Zborowice – Krynica-Zdrój. Tereny Jeżowa znajdują się w obrębie Pogórza Ciężkowickiego.

## Historia
Jako wieś wzmiankowany w 1384 r. Był własnością znanego rodu szlacheckiego Jeżowskich herbu Strzemię. Już podobno za czasów Kazimierza Wielkiego na lewym brzegu Białej wznosił się warowny zameczek, po którym pozostała nazwa wzgórza Zamczysko. O zamku i folwarku Jeżowskich są wzmianki z 1469 r.

## Zabytki
Obiekt wpisany do rejestru zabytków nieruchomych województwa małopolskiego.
- Zespół dworski: dwór, park;
- ogród dworski.

Miejscowość słynie z zachowanego w dobrym stanie drewniano–murowanego kasztelu, czyli dworu obronnego, z pierwszej połowy XVI w. Gospodarzem jeżowskiego kasztelu jest tarnowskie Liceum Sztuk Plastycznych, które we dworze urządziło dom pracy twórczej dla swoich uczniów. Okolice Jeżowa, jak i widok samego kasztelu zostały uwidocznione na wielu obrazach, ponieważ miejscowość jest znana z plenerów malarskich, a sam dwór udostępniany nie tylko uczniom, ale w miarę możliwości także innym osobom i instytucjom. Co roku, w maju, odbywa się malarski plener ogólnopolski, na który zapraszani są przedstawiciele liceów plastycznych z całego kraju. Sam kasztel to gotycko-renesansowy obronny dwór zwieńczony stromym, gontowym dachem i ozdobiony okrągłą narożną basztą. W środku znajdują się dobrze zachowane historyczne wnętrza, z m.in. renesansowymi freskami i drewnianymi rzeźbieniami. W jego wnętrzu i najbliższej okolicy, przy okazji remontów i prac ziemnych odkryto już wiele grobów, schowków, i wykopano przedmioty z najrozmaitszych epok. Z kasztelem jest związana legenda o dwóch białych damach. Legenda mówi również o istnieniu lochów łączących dwór, z nieistniejącym już warownym zameczkiem z czasów Kazimierza Wielkiego po drugiej stronie rzeczki Białej, jak i z zamkiem w niedalekiej Bobowej.

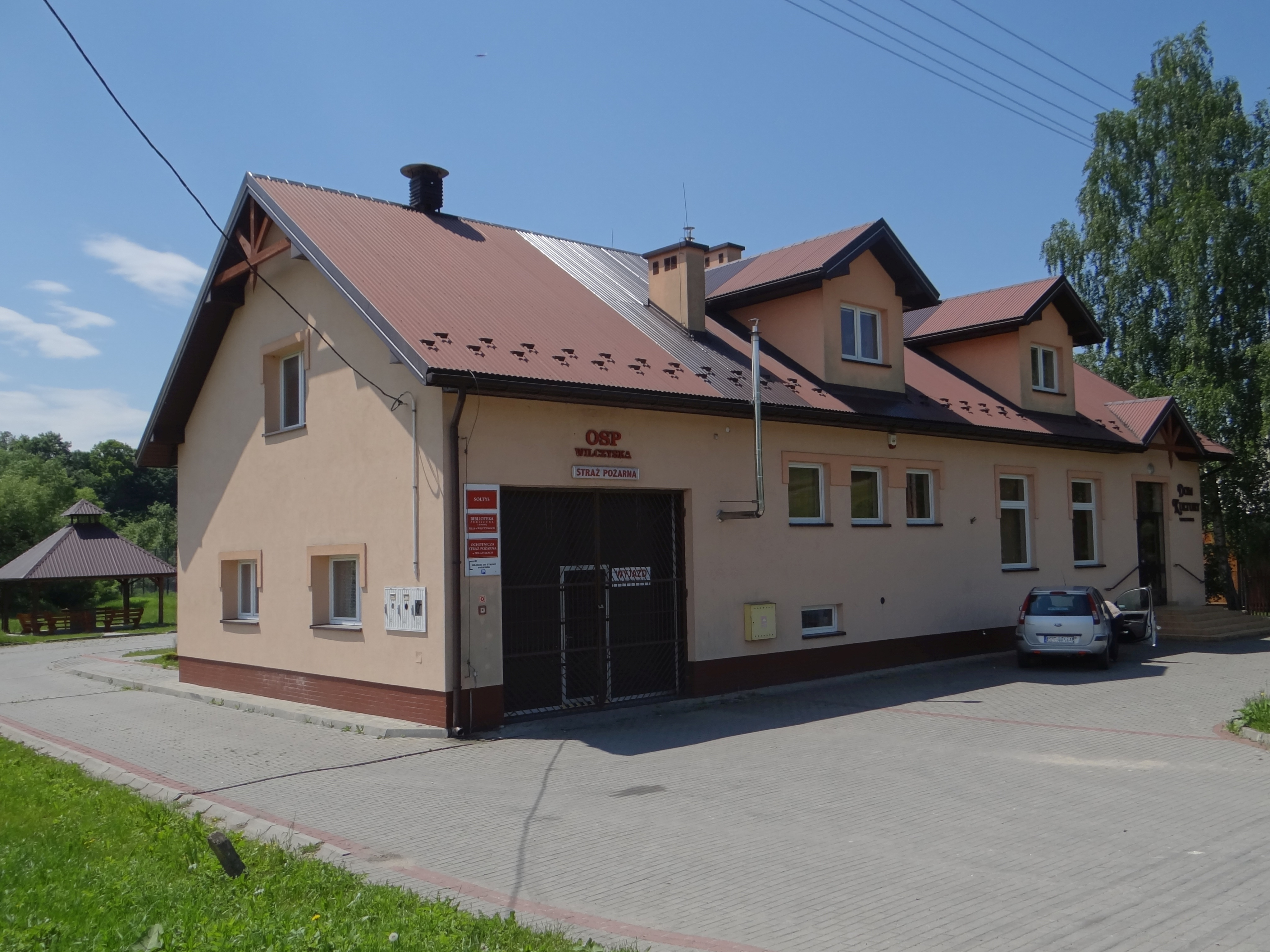
Remiza OSP
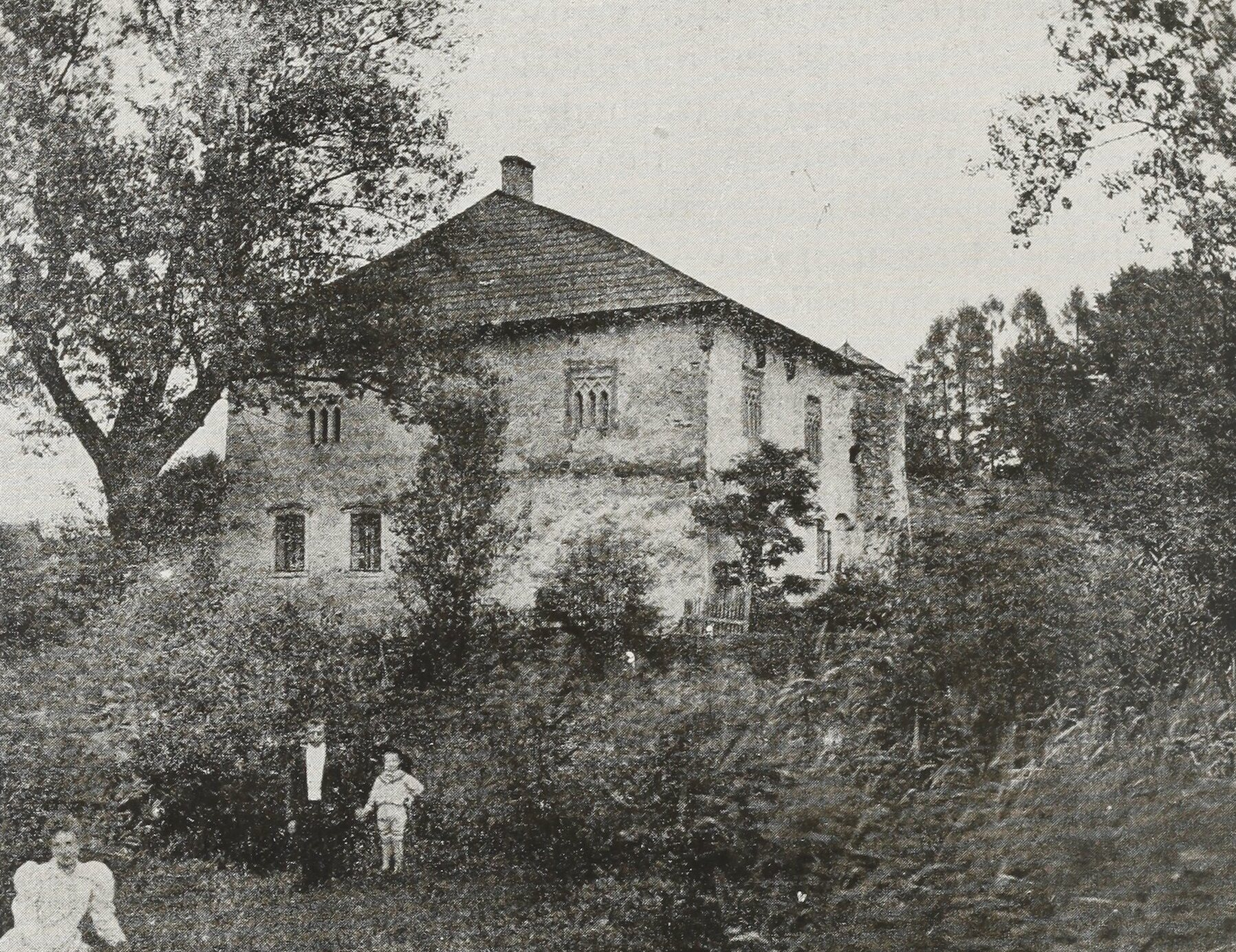
Dwór przed 1930